# Bark (skibstype)
 Denne artikel omhandler skibstypen. Opslagsordet har også en anden betydning, se Bark.
 Der er for få eller ingen kildehenvisninger i denne artikel, hvilket er et problem. Du kan hjælpe ved at angive troværdige kilder til de påstande, som fremføres i artiklen.

En bark er i skibsterminologi betegnelsen for et tre-, fire- eller femmastet fartøj, hvor de to, tre eller fire forreste master er fuldriggede og fører råsejl, og den sidste mast, mesanmasten, altid kun gaffelsejl.

## Sejl på en firmastet bark
En firmastet barks sejl kan være som vist herunder:
| - 1 jager - 2 yderklyver - 3 inderklyver - 4 forstængestagsejl - 5 fok - 6 forundermærssejl - 7 forovermærssejl - 8 forunderbramsejl - 9 foroverbramsejl - 10 forrøjl - 11 storstængestagsejl - 12 storbramstagsejl - 13 storrøjlstagsejl - 14 storsejl | - 15 storundermærssejl - 16 storovermærssejl - 17 storunderbramsejl - 18 storoverbramsejl - 19 storrøjl - 20 krydsstængestagsejl - 21 krydsbramstagsejl - 22 krydsrøjlstagsejl - 23 berginer - 24 krydsundermærssejl - 25 krydsovermærssejl - 26 krydsunderbramsejl - 27 krydsoverbramsejl - 28 krydsrøjl - 29 mesanstagsejl - 30 mesanstængestagsejl - 31 mesanbramstagsejl - 32 undermesan - 33 overmesan - 34 mesantopsejl |

## Barkskibs stående rigning
Et barkskibs stående rigning samt braser.
1. Fore Røjlstag
2. Fore Bramstag, Jagerlejder
3. Yderklyverlejder
4. Inderklyverlejder
5. Fore Stængestag, Forestængestagsejlslejder
6. Fokkestag   6'. Klyverstag
7. Vaterstag
8. Agterhalere
9. Pyntenetstok
10. Klyverforhaler
11. Klyverpert
12. Sprydbardun
13. Jagerbardun
14. Bovspryd
15. Yderklyverbom
16. Jagerbom
17. Ankerkran
18. Gangspil
19. Fyrtårn til Sidelanternerne
20. Ankergie
21. Gerder på Kran
22. Klyds
23. Forstævn
24. Boven
25. Jolle
26. Lukaf. Den forreste overbyggede Del at Skibet, hvad enten den anvendes til Lukaf eller er helt åben på agterkanten, kaldes bakken (Tysk: Back). Er den agterste del at Skibet overbygget som på billede, benævnes den overbyggede del sædvanlig med det engelske Ord: Poop.
27. Dæmper på Brasbommene
28. Agterhalere på Brasbommene
29. Fokkemast
30. Fokkevant
31. Vantskruer
32. Topbardun
33. Pyttingsvant
34. Fore Mærs
35. Hanger til Fokkeråen
36. Rakke til Fokkeråen
37. Fokkerå
38. Perter, Trædetov, Fodperter
39. Springperter eller Heste
40. Nokperter
41. Fokketoplenter
42. Mærsestang
43. Stængespyttingsvant
44. Svittingsring
45. Fore Stængesaling
46. Udrækker
47. Æselshoved
48. Stængevant
49. Fore Bramstang
50. - Fore Bramgods.
Ved gods i denne forbindelse forstås den del af rigningen (Godset), der ligger på afsatsen på stangen at samme navn.
  - Fore Bramafsats.
Ved afsats forstår man det sted på stangen, hvor godset ligger.
Den afsats på undermasterne og mærsestængerne, hvor henholdsvis mærset og stængesalingen hviler, kaldes på engelsk hounds.
Den Del at Undermasten, der er oven for mærset, kaldes toppen eller stumpen af masten, og den Del af mærsestangen, der er oven for stængesalingen, kaldes toppen eller stumpen af mærsestangen.
51. Fore Røjlstang.
52. - Fore Røjlgods
  - Fore Røjlafsats
53. Toppen
54. Fløjknappen
55. Fore undermærserå
56. Fore overmærserå
57. Fore mærsetoplenter
58. Fore bramrå
59. Fore bramtoplenter
60. Fore røjlrå
61. Fore røjltoplenter
62. Bærestang til Fore undermærserå
63. Fore Røjlbraser
64. Fore Brambrasskinkler
65. Fore Brambraser
66. Forhaleren på Fore overmærsebraser
67. Fore overmærsebrasskinkler
68. Klapløberen på Fore overmærsebraser
69. Forhaleren på Fore undermærsebraser
70. Fore undermærsebrasskinkler
71. Klapløbere på Fore undermærsebraser
72. Fokkebrasskinkler
73. Underste Fokkebrasskinkler
74. Fokkebraser
75. Fore stængebarduner
76. Fore brambarduner
77. Fore røjlbarduner
78. Sprydtræ
79. Storvant
80. Stormast
81. Storrakken
82. Hanger til Storråen
83. Store pyttingsvant
84. Store mærs
85. Skruer på Stængevant
86. Bærestang til Store undermærserå
87. Toppen af Stormasten
88. Store Stængevant
89. Store Undermærserakke
90. Store Mærsestang
91. Svittingsringen, Svittringsringen
92. Stængepyttingsvant
93. Brasblokke
94. Store Stængesaling.
95. Stænge Æselshoved.
96. Store Bramstang
97. Store Bramgods og Store Bramafsats
98. Store Røjlstang
99. Store Røjlgods og Store Røjlafsats
100. Toppen af Røjlstangen
101. Store Fløjknap
102. Store Røjltoplenter
103. Store Røjlrå
104. Store Bramtoplenter
105. Store Bramrå
106. Store Overmærsetoplent
107. Store Overmærserå
108. Store Underrnærserå
109. Store Toplenter
110. Storråen
111. Storstag
112. Store Stængestag
113. Store Bramstag eller bramstagsejlslejder
114. Store Røjlstag
115. Store Topbardun
116. Store Stængebarduner
117. Store Brambarduner
118. Store Røjlbarduner
119. Store Røjlbraser
120. Store Brambrasskinkler
121. Store Brambraser
122. Store Overtnærsebrasforhaler
123. Store Overinærsebrasskinkler
124. Store Overmærsebraser (Klapløber)
125. Forhalere til Store Undermærsebraser
126. Store Undermærsebrasskinkler
127. Store Undermærsebraser
128. Storbrasskinkler
129. Underste Storbrasskinkler
130. Storbraser
131. Mesanstag
132. Mesanstængestag
133. Mesanbramstag
134. Mesanvant
135. Mesanmast
136. Svittingsringen, Svittrings-ringen
137. Mesanpyttingsvant
138. Mesanmærs eller Mesansaling
139. Mesanæselshoved
140. Mesanmærsestang
141. Mesanstængevant
142. Brasblokke
143. Stængegods og Stængeafsats
144. Mesanbramstang
145. Bramgods og Bramafsats
146. Toppen
147. Mesanfløjknap
148. Mesanbrambardun
149. Mesanstængebarduner
150. Pikfald
151. Hanefod på Pikfald
152. Flagline
153. Skinkler til Gaffelgerder
154. Gaffelgerder
155. Mesangaffel
156. Mesanklo
157. Mesanbomdirker
158. Mesanbom
159. Svanehals på Mesanbom
160. Mesanskøde
161. Mesanstøttaljer
162. Gelænder
163. Jolledåvider
164. Bådsklampe
165. Redningsbåde
166. Bådtaljer
167. Mellemhaler
168. Agterhaler
169. Forhaler

## Barkskibs løbende rig
01. Jagerfald

02. Jagernedhaler

03. Jagerskøder

04. Yderklyverfald

05. Yderklyvernedhaler

06. Yderklyverskøder

07. Inderklyverfald

08. Inderklyvernedhaler

09. Inderklyverskøder

10. Inderklyverskinkler

11. Stagsejlsfald

12. Stagsejlsnedhaler

13. Stagsejlsskøder

14. Fokkerebtaljer

15. Fokkegivtov

16. Fokkeskøder

17. Fokkehalse

18. Buglinspryd

19. Bugline

20. Fore Undermærsegivtov

21. Fore Underrnærseskøder

22. Fore Overmærsenedhalere

23. Fore Overmærseskøder

24. Drejereb på Mærsefald

25. Mærsefald

26. Fore Bramgivtov

77. Fore Bramskøder

28. Fore Bramfald

29. Fore Røjlgivtov

30. Fore Røjlskøder

31. Drejereb på Røjlfald

32. Røjlfald

33. Store Røjlstagsejlsfald

34. Klaade paa Røjlstagsejlsnedhaler

35. Store Røjlstagsejlsnedhaler

36. Store Røjlstagsejlsskode

37. Store Bramstagsejlsfald

38. Store Bramstag~ejlsnedhaler

39. Store Bramstagsejlsskøde

40. Store Stængestagsejlsfald

41. Store Stængestagsejlsnedhaler

42. Store Stængestagsejlsskøder

43. Store Givtov

44. Store Rebtaljer

45. Storhalse

46. Storskoder

47. Store Undermærsegivtov

48. Store Undernærseskoder

49. Store Overmærsenedhaler

50. Store Overmærseskøder

51. Store Mærsefaldsdrejereb

52. Store Mærsefald

53. Store Bramgivtov

54. Store Bramskøder

55. Store Bramfaldsdrejereb

56. Store Bramfald

57. Store Røjlgivtov

58. Store Røjlskøder

59. Røjlfaldsdrejereb

60. Røjlfald

61. Mesanbramstagsej1sfald

62. Mesanbramstagsejlsnedhaler

63. Mesanbramstagsejlsskøder

64. Mesanstængestagsejlsfald

65. Mesanstængestagsejlsnedhaler

66. Mesanstængestagsejlsskøder

67. Mesanstagsejlsfald

68. Mesanstagsejlsnedhaler

69. Mesanstagsejlsskøder

70. Gaffeltopsejlsfald

71. Gaffeltopsejlsnedhaler

72. Gaffeltopsejlsskøde

73. Gaffeltopsejlshals

74. Mesanudhaler

75. Mesanindhaler

76. Mesangivtov

77. Mesanskøde

78. Mesanspringskøde

79. Mesanhals

80. Nationalflag

81. Signalflag (Skibets Kendingssignal)

82. Stander med Skibets Navn

83. Kontorflag

A. Jager

B. Yderklyver

C. Inderklyver

D. Fore Stagsejl eller Forestængestagsejl

E. Fok

F. Fore Undermærssejl

G. Fore Overmærssejl

H. Fore Bramsejl

I. Fore Røjl

J. Store Røjlstagsejl

K. Store Bræmstagsejl

L. Store Stængestagsejl

M. Storsejl

N. Store Undermærssejl

0. Store Overmærssejl

P. Store Bramsejl

Q. Store Røjl

R. Mesan Bramstagsejl

S. Mesanstængestagsejl

T. Mesanstagsejl

U. Gaffeltopsejl

V. Mesan